# Gryfino (stacja kolejowa)
Gryfino – stacja kolejowa w Gryfinie, w województwie zachodniopomorskim, w Polsce, na linii kolejowej Szczecin Główny – Wrocław Główny. Do 1996 r. była to stacja początkowa linii kolejowej Gryfino – Pyrzyce.

## Ruch pasażerski
| Rok  | Wymiana pasażerska na dobę |
| ---- | -------------------------- |
| 2017 | 1 500-2 000                |
| 2022 | 2000                       |

## Historia
W 1877 r. Gryfino otrzymało połączenie kolejowe ze Szczecinem, w ramach linii nadodrzańskiej. Równocześnie miasto uzyskało połączenie z Wrocławiem. Później stacja stała się stacją początkową dla linii Gryfino – Pyrzyce, z tym że w 1895 miasto uzyskało połączenie ze Swobnicą przez Chwarstnicę, a w 1898 linia została przedłużona z Chwarstnicy do Pyrzyc. Z Gryfina można było jeszcze dojechać do Dąbia Szczecińskiego przez Chwarstnicę, Stare Czarnowo i Kołbacz. Linię otwarto w 1905 r., zamknięto w 1949 r.
Od 1983 r. na trasie do Szczecina jeździ skład elektryczny.
Obecnie Gryfino posiada połączenia do: Szczecina Głównego, Chojny, Kostrzyna, Rzepina i Zielonej Góry obsługiwane przez spółkę Polregio. W ostatnich latach istniało też połączenie bezpośrednie z Wrocławiem Głównym (odjazd około godz. 13), ale zostało zawieszone.
Pociągi PKP Intercity zatrzymują się na stacji w ramach połączeń do Zakopanego i Bielska-Białej, które uruchamiane są w ferie zimowe i wakacje.
Wszystkie połączenia realizowane są w ramach linii nadodrzańskiej.

### Budynek
Budynek dworca został oddany do użytku w 15 maja 1877 r. wraz z otwarciem linii do Szczecina. Jest to budynek ceglany. W 1945 r. stacja została zniszczona, odbudowana bezstylowo. W związku ze złym stanem stacji od końca 2011 r. rozpoczął się remont. 15 listopada dworzec oddano do użytku.

## Szczecińska Kolej Metropolitalna
17 września 2014 r. podpisano umowę na wykonanie studium wykonywalności Szczecińskiej Kolei Metropolitarnej. Sieć SKM składałaby się z 4 linii łączących Szczecin z Policami, Goleniowem, Stargardem i Gryfinem. 27 maja 2015 r. udostępniono gotowe studium wykonywalności. Szacuje się, że koszty uruchomienia SKM wyniosą od 580 mln do 780 mln zł.

## Galeria

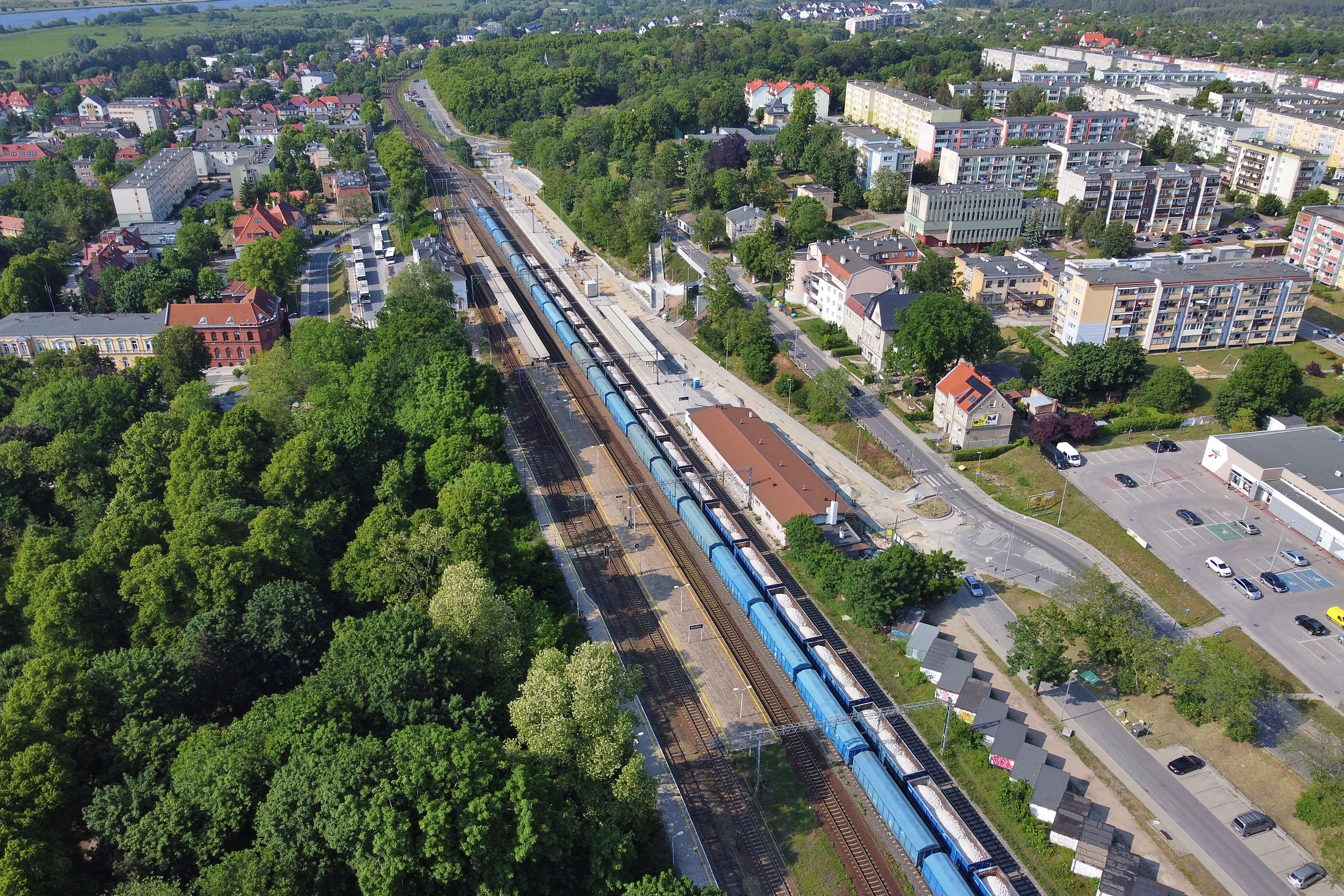
Widok na stację kolejową z lotu ptaka
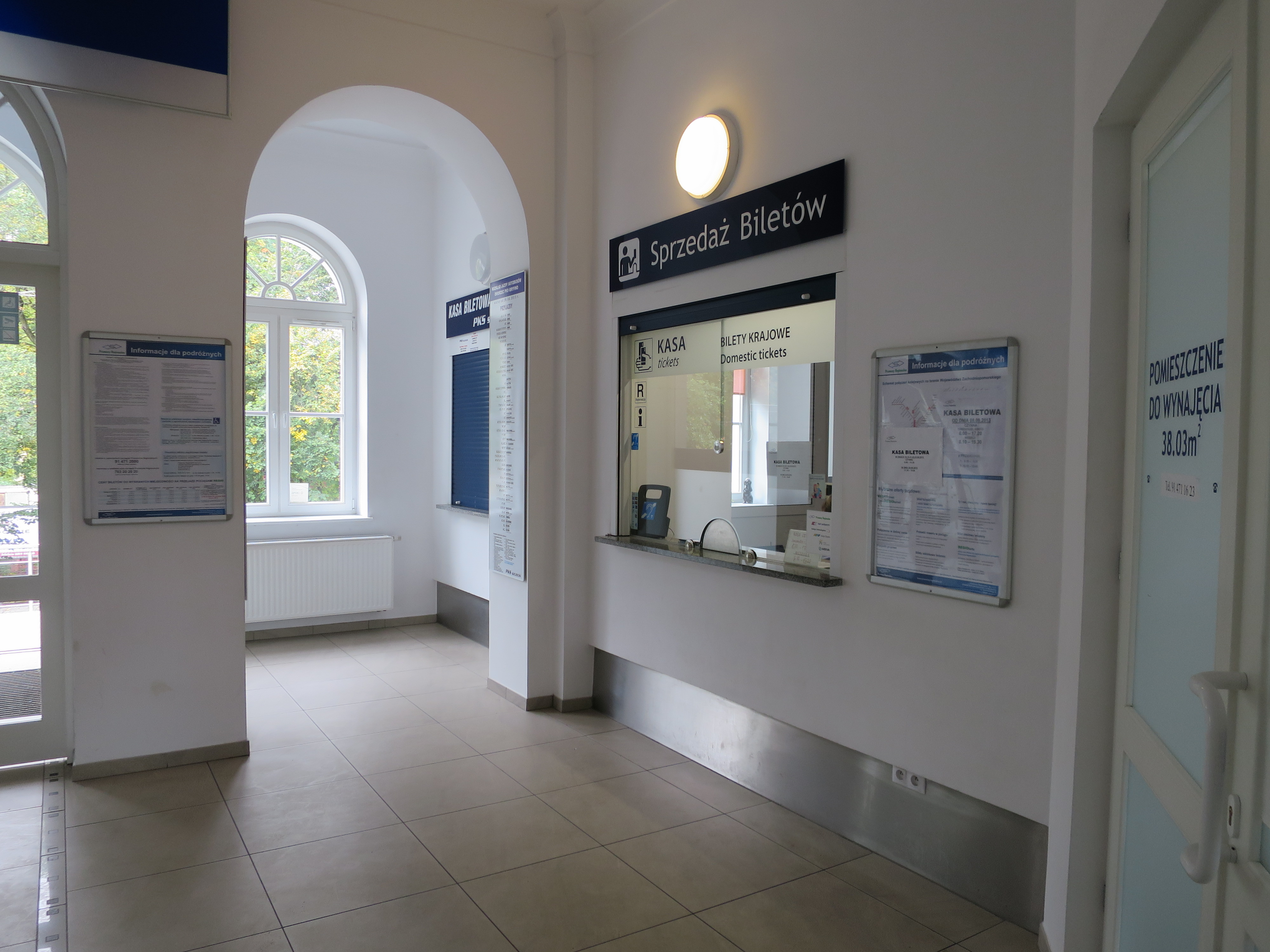
Kasa biletowa
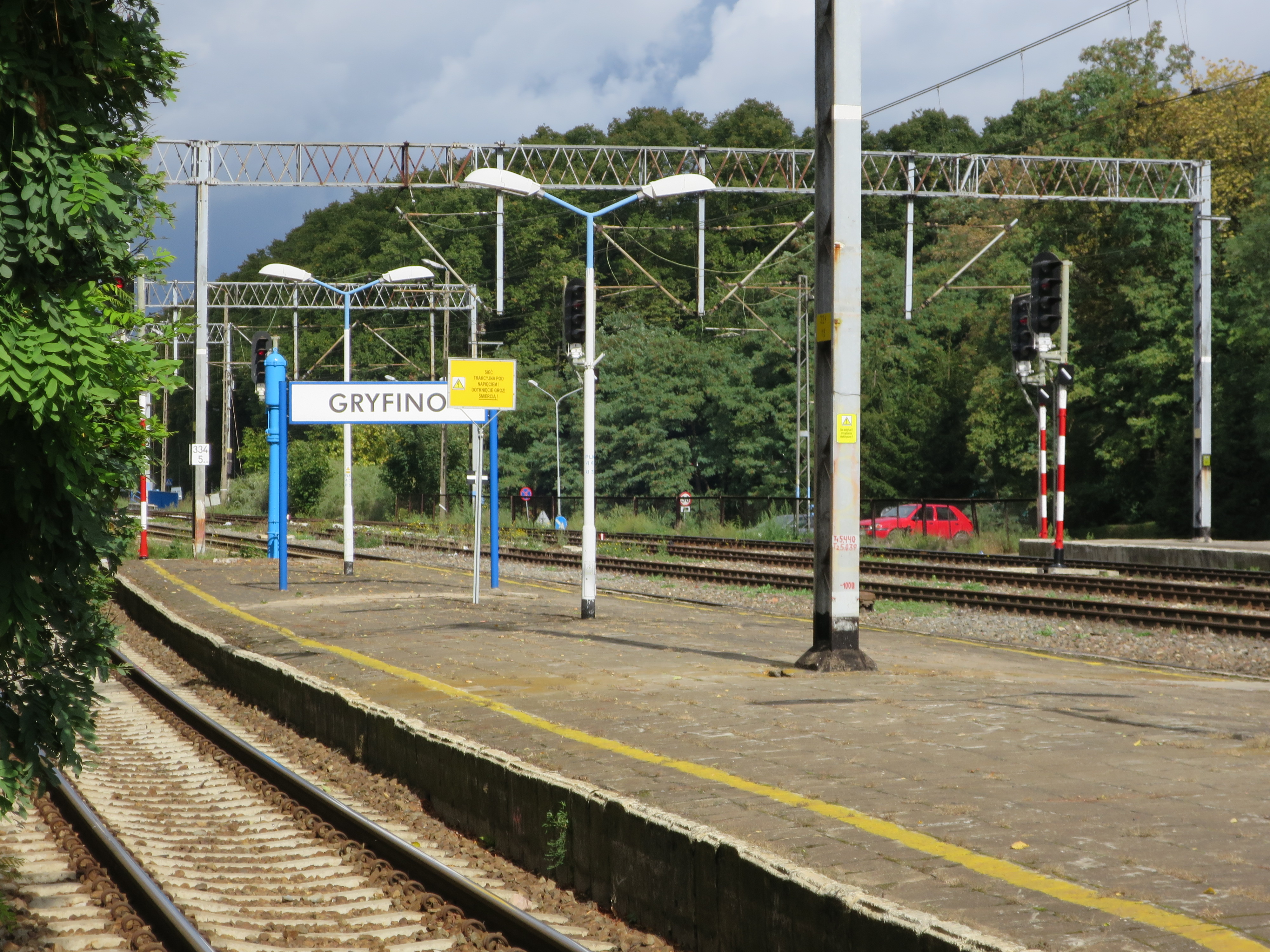
Widok na perony
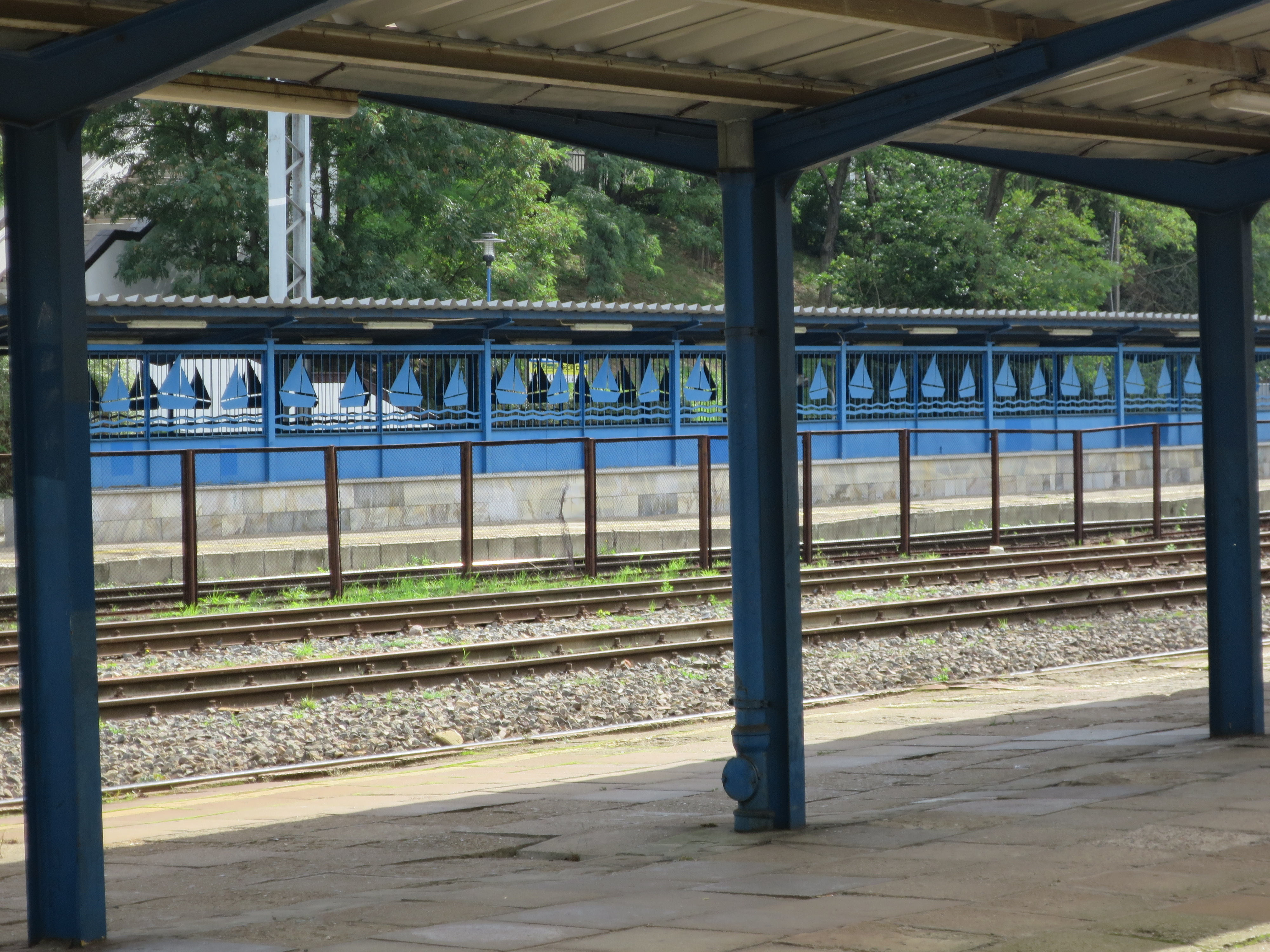
Wiaty peronowe